# William England

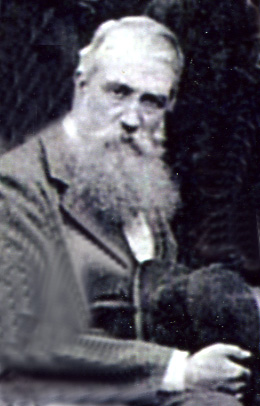
William England, 1886

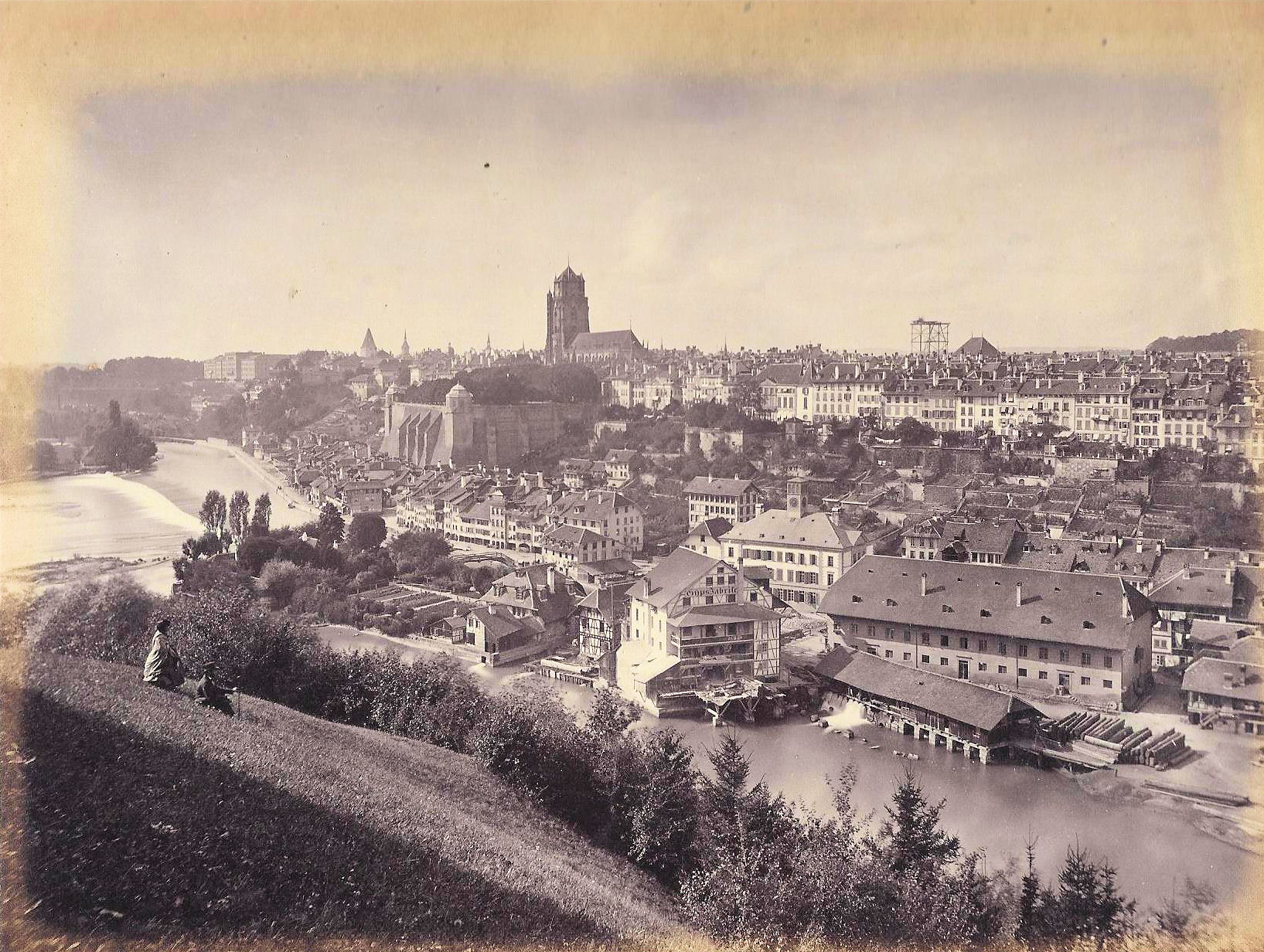
William England: Views of Switzerland and Savoy, Mr. & Mrs. England vor Bern, 1863

William England (* 1830 in Trowbridge; † 13. August 1896 in London) war ein englischer Fotograf und Erfinder.

## Leben
Als Geburtsjahr finden sich in den Biographien Angaben zwischen 1816 und 1830. Der Geburtsort variiert von London 1816 bis Trowbridge, Wiltshire 1830. In den frühen 1840er Jahren absolvierte England eine Ausbildung Porträtfotograf in einem Londoner Studio für Daguerreotypien. 1854 trat er in die London Stereoscopic Company ein. Die LSC etablierte sich auf dem rasch wachsenden Markt für Stereoaufnahmen. William England wurde zusammen mit Thomas Richard Williams und dem früh verstorbenen Robert Howlett zu den führenden Fotografen der bis 1922 bestehenden Company.

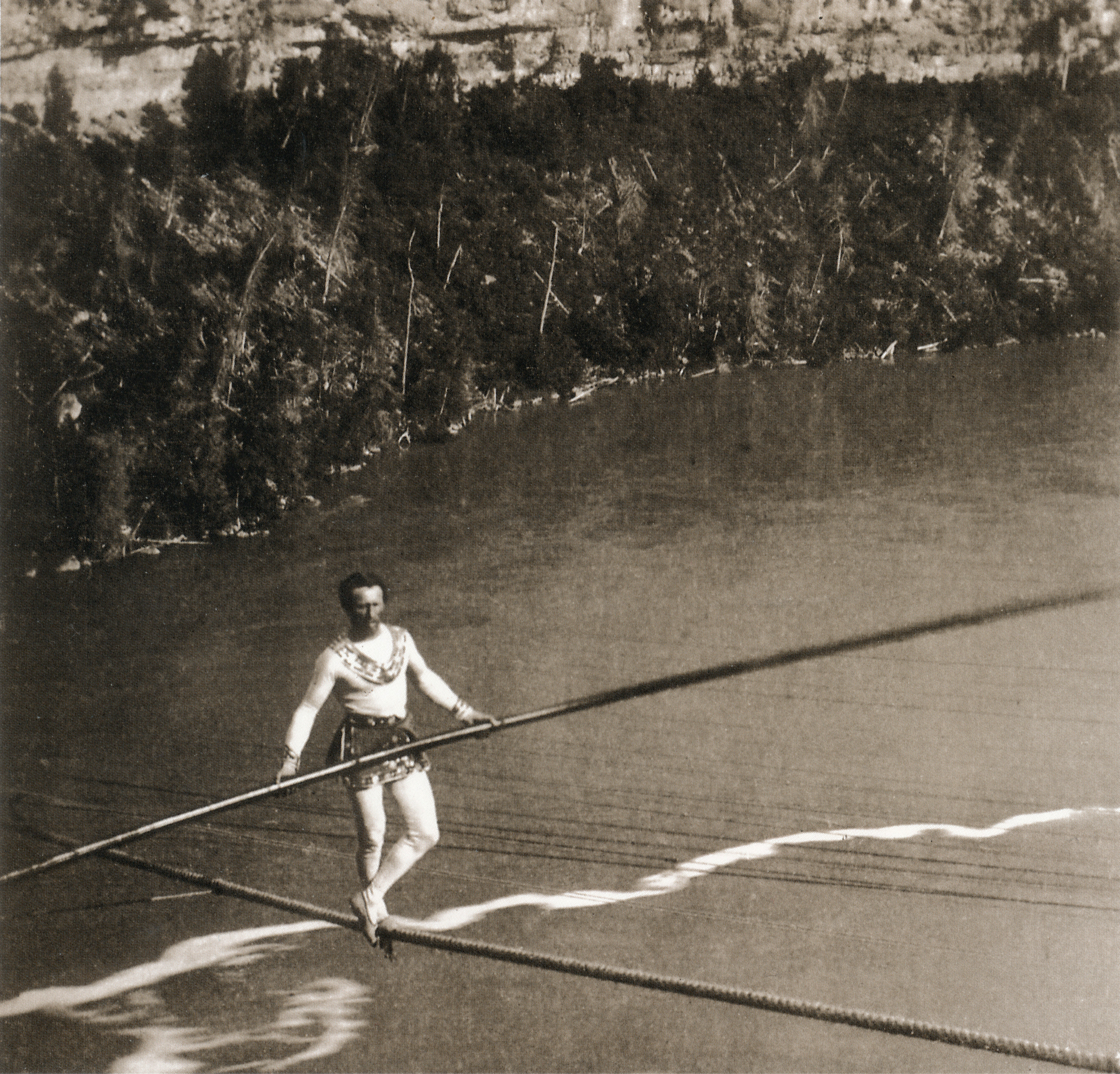
Englands Aufnahme von Blondins Niagara-Überquerung, 1859

William England spezialisierte sich mit einer von ihm mitentwickelten kompakten stereoskopischen Kamera zunächst auf die stereoskopische Landschaftsfotografie und Reisebilder. 1858 reiste er durch Irland. 1859 brachte er die erste Fotoserie von den USA und Kanada nach Europa. Die Aufnahme des Seilartisten Charles Blondin bei der Überquerung der Niagara-Schlucht von 1859 erlebte eine Auflage von 100.000 verkauften Fotos. 1860 und 1861 folgten Aufnahmen aus Paris. 1862 fertigte England zusammen mit seinem Team 350 Stereofotos von der Weltausstellung in London; ein Projekt, für das die LSC die exklusiven Rechte erworben hatte. 1863 bereiste er die Schweiz, gefördert durch den Alpine Club. 1863 verließ er die LSC nach seiner Präsentation auf der fotografischen Dublin International Exhibition und machte sich als Reisefotograf selbständig. Mit einem Gefühl für Stimmungen und ausgewählte Blickwinkel konnte er sich auch auf dem Kontinent gegen die bereits etablierte Konkurrenz, wie Adolphe Braun aus Dornach/Elsass behaupten. 1865 gab er ein erstes Album mit 77 Aufnahmen aus der Schweiz heraus. 1866 eröffnete England in seinem Haus in Notting Hill ein eigenes Fotodruckstudio. Die vielfach variierten Motive verkaufte er in vier verschiedenen Ausführungen, vom Format der Carte de Visite über Stereoscopic Slides (stereoskopische Bilder) und Small Cabinett Series im Format von 6½ zu 3½ Zoll mit gefärbten Rändern bis hin zu der Luxusedition Large Cabinet Series im Format von 8½ zu 6½ Zoll, die auf Spezialpapier aufgezogen wurde. 1867 kooperierte England mit verschiedenen Organisationen, wobei die seit 1863 bestehende Zusammenarbeit mit dem britischen Alpine Club und die in diesem Zusammenhang entstandenen Fotografien aus dem Alpenraum herausragen.
Ab 1867 entstanden Aufnahmen aus dem Rheinland, Bayern und Tirol. Die Bilder der Rheinreise wurden 1868 von der Deutschen Fotografischen Gesellschaft ausgestellt. 1870, beim Ausbruch des Deutsch-Französischen Kriegs, wurde England am Rhein als französischer Spion verhaftet. Seine Ausrüstung wurde eingezogen und erst nach dem Krieg zurückerstattet. England entwickelte während seiner aktiven Zeit zahlreiche fotografische Verfahren, darunter das Morphin-Trockenverfahren, das er auf seiner Rheinreise von 1870 erprobte. Hinzu kamen technische Verbesserungen der Fotoapparate. 1871 trat England der London Photographic Society bei, deren Vize-Präsident er 1886 wurde. 1886 war er Gründungsmitglied der Fotografenvereinigung Photographic Convention of the United Kingdom. William England verstarb am 13. August 1896 in London. In England, der über längere Zeit weitgehend in Vergessenheit geriet, wird er heute als einer der wichtigsten Fotografen der viktorianischen Ära angesehen.

## Familie
William England heiratete im November 1850 in Paddington, London, in erster Ehe die Französin Rosalie Vernier. Das Paar taucht öfters in den Staffagen der Reisebilder der 1860er Jahre auf. Aus dieser Ehe stammten fünf Kinder. 1874 ging England eine zweite, diesmal kinderlose Ehe mit Eliza Hagar Read Riches ein.

## Schriften
- Das Taninverfahren – Transparentbilder – Augenblickliche Photographie. In: Photographisches Archiv – Monatliche Berichte über den Fortgang der Photographie. Dritter Band, 1862.
- Die Modification des Collodion-Albuminverfahrens. In: Photographisches Archiv – Monatliche Berichte über den Fortgang der Photographiem. Siebter Band, 1867.
- Das Morphin-Trockenverfahren. In: Photographisches Archiv – Monatliche Berichte über den Fortgang der Photographie. Zwölfter Band, 1871.

## Arbeiten von William England

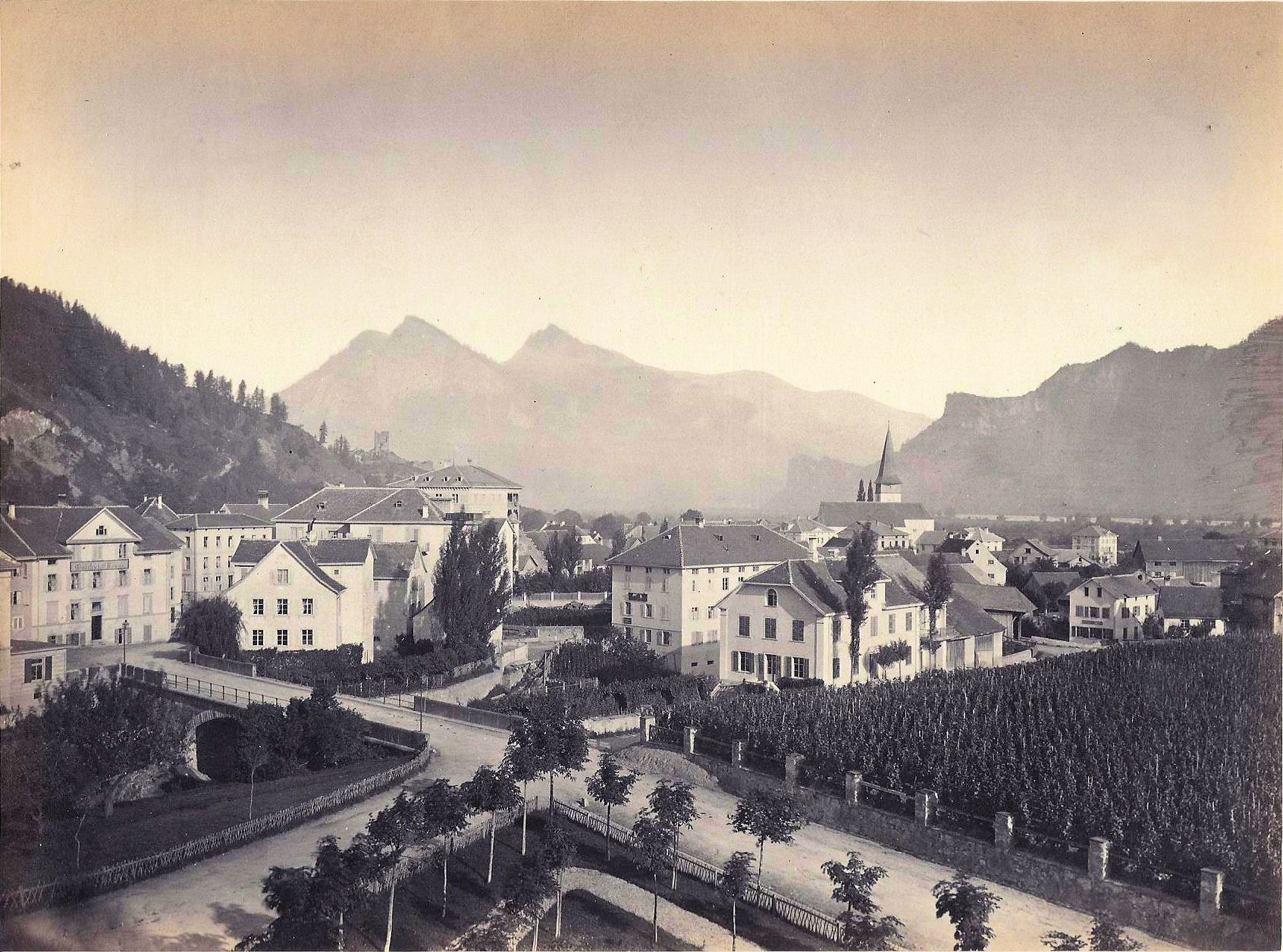
Bad Ragaz, 1863
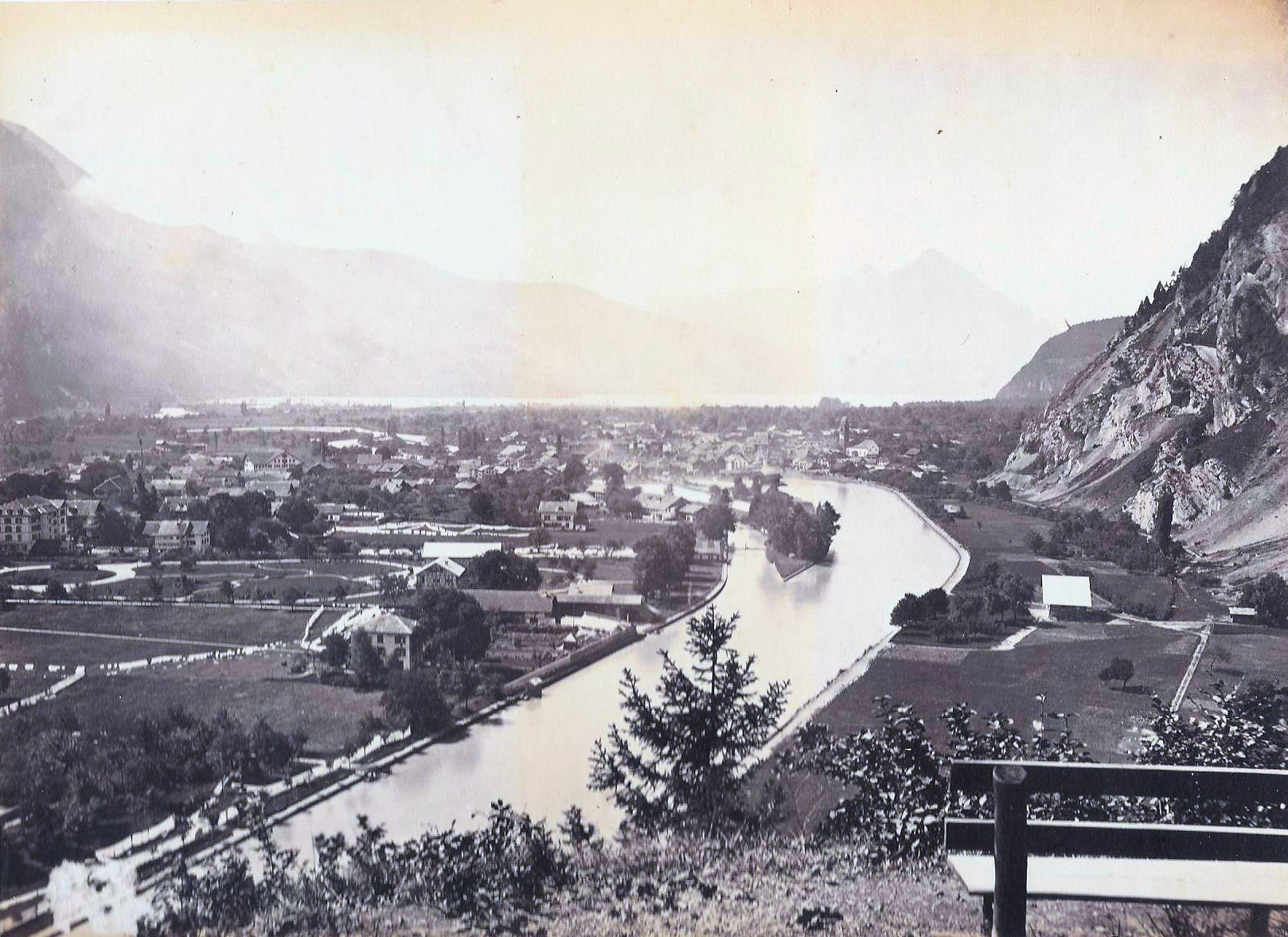
Blick auf Unterseen bei Interlaken, 1863
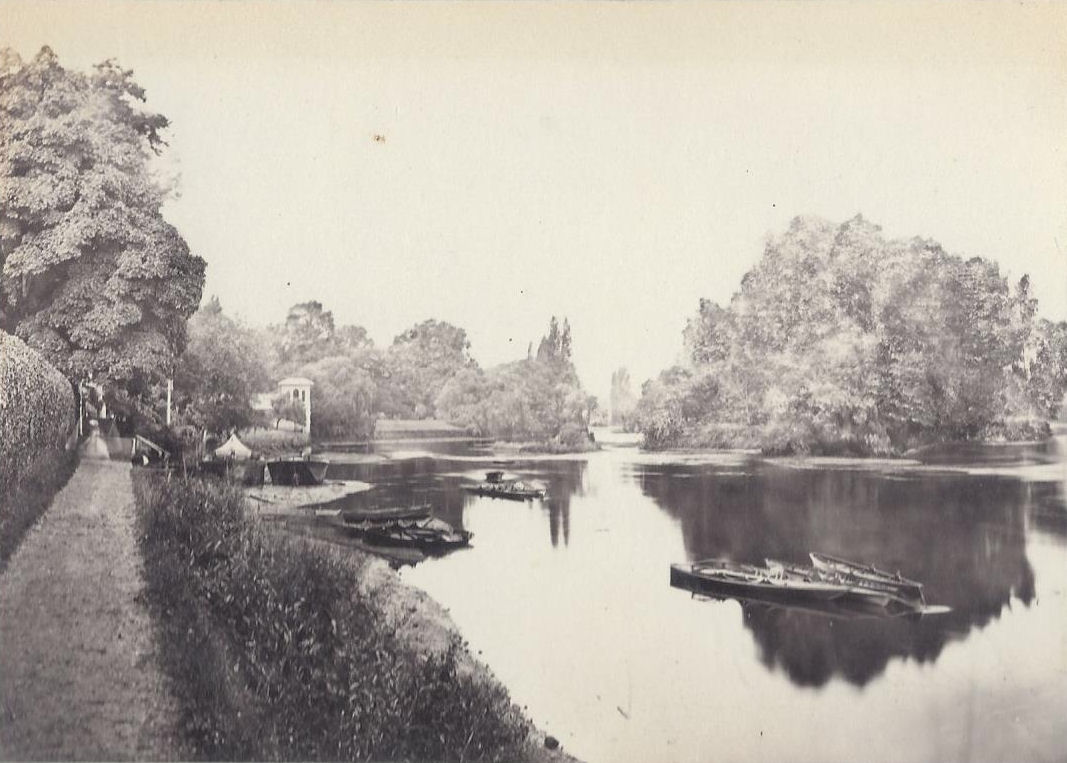
Flußpartie bei Isleworth (London), 1862
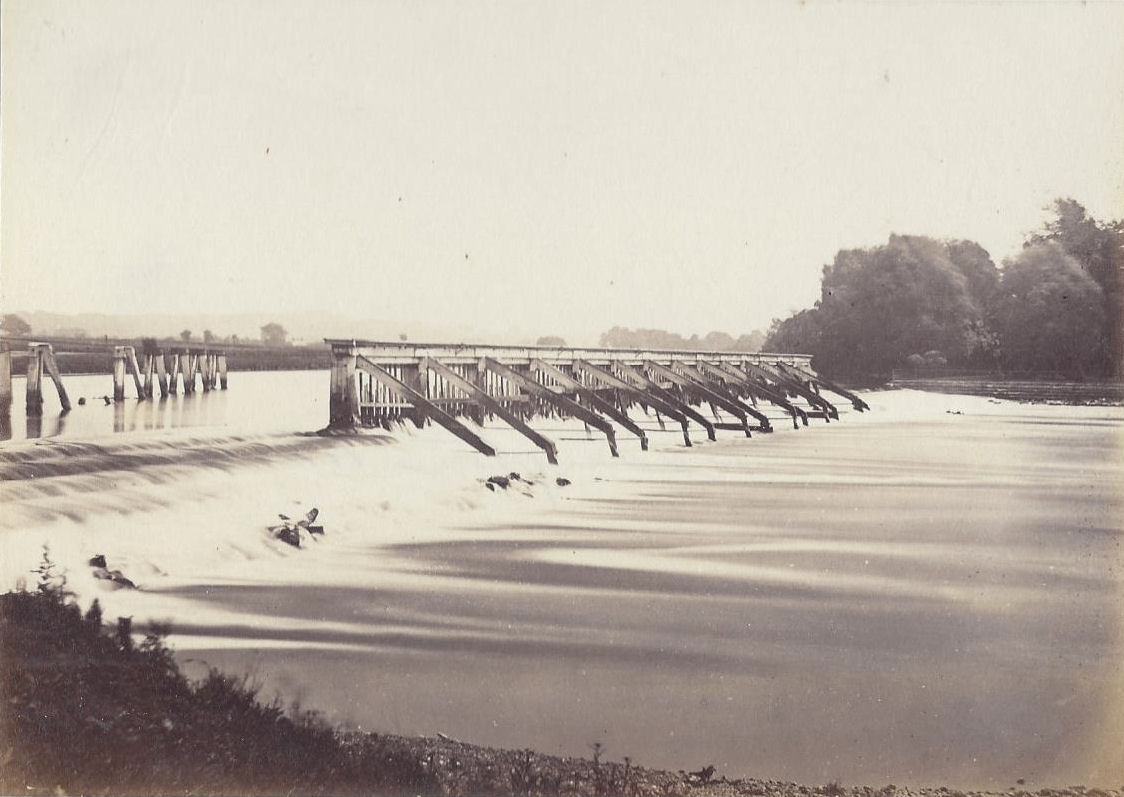
Teddington Weir, 1862
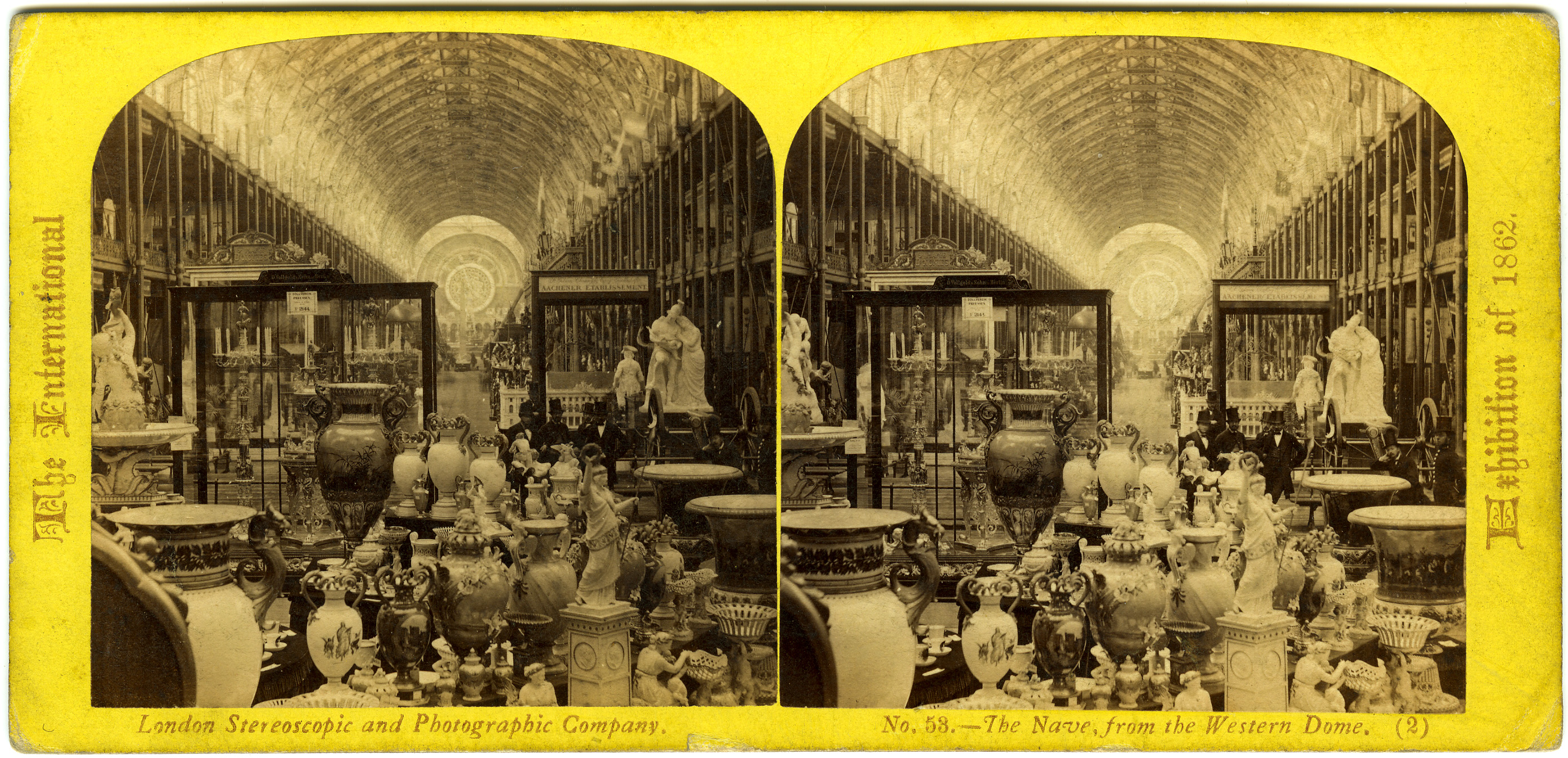
Western Dome der Weltausstellung in London, 1862
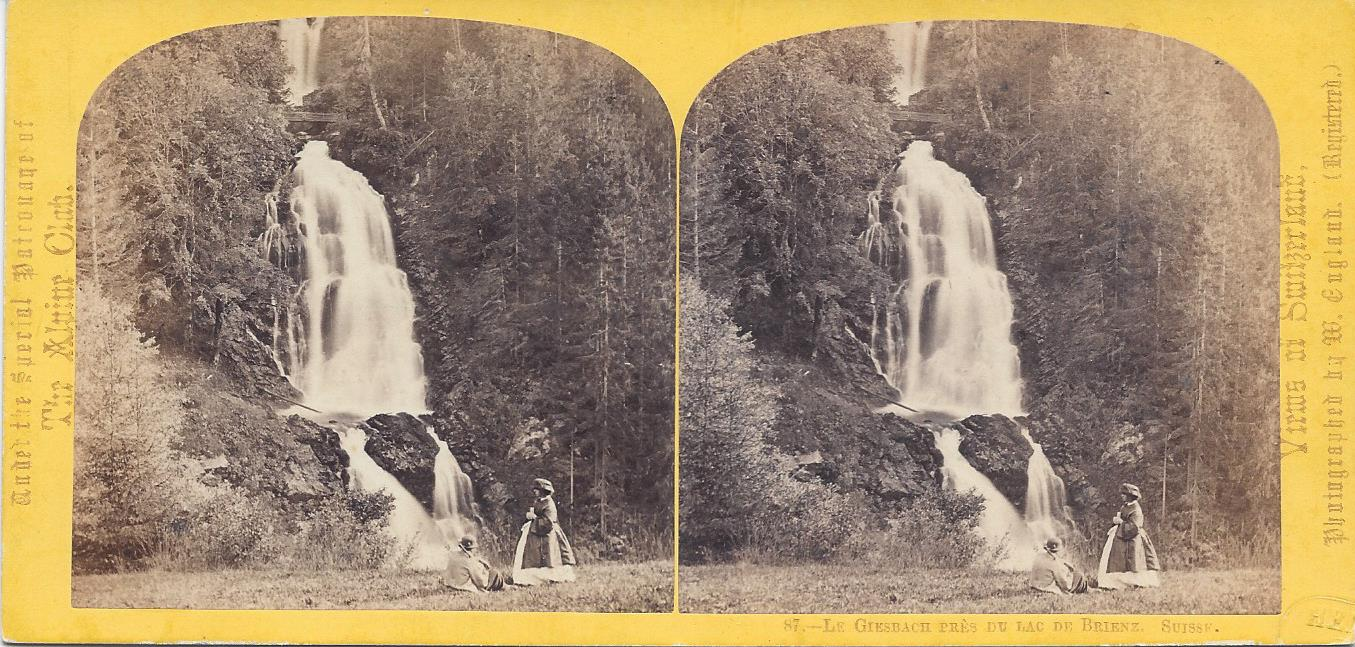
Mr. and Mrs. England vor dem Giesbach, 1863
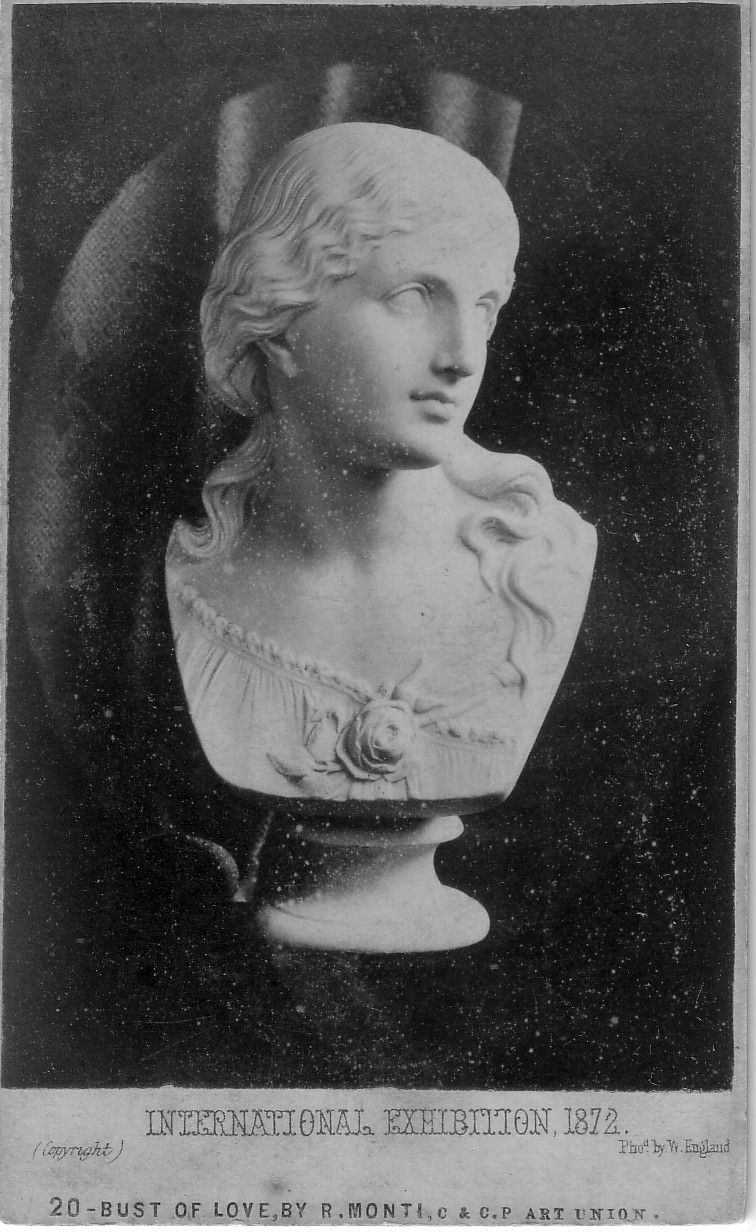
Büste von Raffaele Monti, Weltausstellung 1872